# Sophia de Mello Breyner Andresen

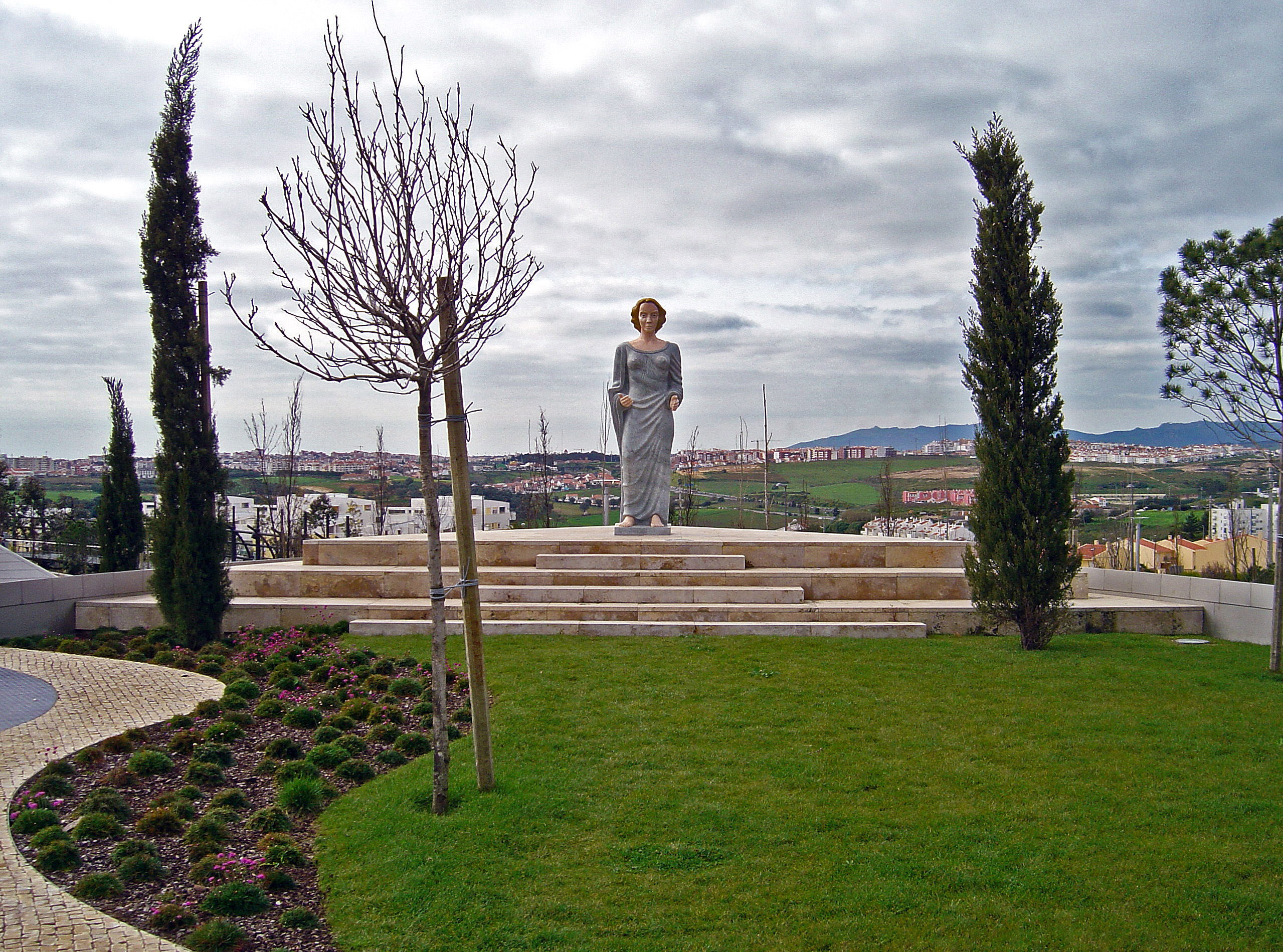
Monumento a Sophia Mello Breyner no Parque dos Poetas

Sophia de Mello Breyner Andresen GColSE • GCIH (Porto, 6 de novembro de 1919 – Lisboa, 2 de Julho de 2004) foi uma das mais importantes poetisas portuguesas do século XX. Foi a primeira mulher portuguesa a receber o mais importante galardão literário da língua portuguesa, o Prémio Camões, em 1999. O seu corpo está no Panteão Nacional desde 2014 e tem uma biblioteca com o seu nome em Loulé.

## Biografia
Sophia de Mello Breyner Andresen nasceu às 11:15 de 6 de novembro de 1919 no Porto, filha de Maria Amélia de Mello Breyner e de João Henrique Andresen. Tem origem dinamarquesa pelo lado paterno. O seu bisavô, Jan Andresen, desembarcou um dia no Porto e nunca mais abandonou esta região, tendo o seu filho João Henrique, em 1895, comprado a Quinta do Campo Alegre, hoje Jardim Botânico do Porto. Como afirmou em entrevista, em 1993, essa quinta "foi um território fabuloso com uma grande e rica família servida por uma criadagem numerosa". A mãe, Maria Amélia de Mello Breyner, é filha de Tomás de Mello Breyner, conde de Mafra, médico e amigo do rei D. Carlos. Maria Amélia é também neta do capitalista Henrique Burnay, de uma família belga radicada em Portugal, e futuro conde de Burnay.
Iniciou os estudos no Colégio Sagrado Coração de Jesus, no número 1354 da Avenida da Boavista, onde entrou no primeiro ano de funcionamento da escola.
Criada na velha aristocracia portuguesa, educada nos valores tradicionais da moral cristã, foi dirigente de movimentos universitários católicos quando frequentava Filologia Clássica na Universidade de Lisboa (1936–1939) que nunca chegou a concluir. Colaborou na revista "Cadernos de Poesia", onde fez amizades com autores influentes e reconhecidos: Ruy Cinatti e Jorge de Sena. Veio a tornar-se uma das figuras mais representativas de uma atitude política liberal, apoiando o movimento monárquico e denunciando o regime salazarista e os seus seguidores. Ficou célebre como canção de intervenção dos Católicos Progressistas a sua "Cantata da Paz", também conhecida e chamada pelo seu refrão: "Vemos, Ouvimos e Lemos. Não podemos ignorar!"
Casou-se, em 1946, com o jornalista, político e advogado Francisco Sousa Tavares (separados em 1986 e divorciados em 1988), tendo sido pais de cinco filhos: Isabel, Maria, professora universitária de Letras, Miguel, jornalista e escritor, Sofia e Xavier, pintor e ceramista. Os filhos motivaram-na a escrever contos infantis.
Em 1964 recebeu o Grande Prémio de Poesia pela Sociedade Portuguesa de Escritores pelo seu livro Livro sexto. Já depois da Revolução de 25 de Abril, foi eleita para a Assembleia Constituinte, em 1975, pelo círculo do Porto numa lista do Partido Socialista, enquanto o seu marido navegava rumo ao Partido Social Democrata.
Distinguiu-se também como contista (Contos Exemplares) e autora de livros infantis (A Menina do Mar, O Cavaleiro da Dinamarca, A Floresta, O Rapaz de Bronze, A Fada Oriana, etc.). Foi também tradutora de Dante Alighieri e de Shakespeare e membro da Academia das Ciências de Lisboa. Para além do Prémio Camões, foi agraciada com um Doutoramento Honoris Causa em 1998 pela Universidade de Aveiro e também foi distinguida com o Prémio Rainha Sofia, em 2003.
Sophia de Mello Breyner Andresen faleceu, aos 84 anos, no dia 2 de Julho de 2004, em Lisboa, no Hospital Pulido Valente. O seu corpo foi sepultado no Cemitério de Carnide. Em 20 de fevereiro de 2014, a Assembleia da República decidiu homenagear por unanimidade a poetisa com honras de Panteão. A cerimónia de trasladação teve lugar a 2 de julho de 2014.
Desde 2005, no Oceanário de Lisboa, os seus poemas com ligação forte ao Mar foram colocados para leitura permanente nas zonas de descanso da exposição, permitindo aos visitantes absorverem a força da sua escrita enquanto estão imersos numa visão de fundo do mar.

## Caracterização da obra
Da sua infância e juventude, a autora recorda sobretudo a importância das casas, lembrança que terá grande impacto na sua obra, ao descrever as casas e os objectos dentro delas, dos quais se lembra. Explica isso do seguinte modo: "Tenho muita memória visual e lembro-me sempre das casas, quarto por quarto, móvel por móvel e lembro-me de muitas casas que desapareceram da minha vida (…). Eu tento «representar», quer dizer, "voltar a tornar presentes» as coisas de que gostei e é isso o que se passa com as casas: quero que a memória delas não vá à deriva, não se perca".
Está presente em Sophia também uma ideia da poesia como valor transformador fundamental. A sua produção corresponde a ciclos específicos, com a culminação da actividade da escrita durante a noite: "não consigo escrever de manhã, (…) preciso daquela concentração especial que se vai criando pela noite fora.". A vivência nocturna da autora é sublinhada em vários poemas ("Noite", "O luar", "O jardim e a noite", "Noite de Abril", "Ó noite"). Aceitava a noção de poeta inspirado, afirmava que a sua poesia lhe acontecia, como a Fernando Pessoa: "Fernando Pessoa dizia: «Aconteceu-me um poema». A minha maneira de escrever fundamental é muito próxima deste «acontecer». (…) Encontrei a poesia antes de saber que havia literatura. Pensava mesmo que os poemas não eram escritos por ninguém, que existiam em si mesmos, por si mesmos, que eram como que um elemento do natural, que estavam suspensos imanentes (…). É difícil descrever o fazer de um poema. Há sempre uma parte que não consigo distinguir, uma parte que se passa na zona onde eu não vejo". A sua própria vida e as suas próprias lembranças são uma inspiração para a autora, pois, como refere Dulce Maria Quintela, ela "fala de si, através da sua poesia".
Sophia de Mello Breyner Andresen fez-se poeta já na sua infância, quando, tendo apenas três anos, foi ensinada "A Nau Catrineta" pela sua ama Laura):
"Havia em minha casa uma criada, chamada Laura, de quem eu gostava muito. Era uma mulher jovem, loira, muito bonita. A Laura ensinou-me a "Nau Catrineta" porque havia um primo meu mais velho a quem tinham feito aprender um poema para dizer no Natal e ela não quis que eu ficasse atrás… Fui um fenómeno, a recitar a "Nau Catrineta", toda. Mas há mais encontros, encontros fundamentais com a poesia: a recitação da "Magnífica", nas noites de trovoada, por exemplo. Quando éramos um pouco mais velhos, tínhamos uma governanta que nessas noites queimava alecrim, acendia uma vela e rezava. Era um ambiente misto de religião e magia… E de certa forma nessas noites de temporal nasceram muitas coisas. Inclusivamente, uma certa preocupação social e humana ou a minha primeira consciência da dureza da vida dos outros, porque essa governanta dizia: «Agora andam os pescadores no mar, vamos rezar para que eles cheguem a terra» (…)."
Baseando-nos nas observações de Luísa Pessoa, desenvolvamos alguns dos tópicos mais relevantes na sua criação literária:
A infância e juventude – constituem para a Autora um espaço de referência ("O jardim e a casa", Poesia, 1944; "Casa", Geografia, 1967; "Casa Branca", Poesia, 1944; "Jardim Perdido", Poesia, 1944; "Jardim e a Noite", Poesia, 1944).
O contacto com a Natureza também marcou profundamente a sua obra. Era para a Autora um exemplo de liberdade, beleza, perfeição e de mistério e é largamente citada da sua obra, quer citada pelas alusões à terra (árvores, pássaros, o luar), quer pelas referências ao mar (praia, conchas, ondas).
O Mar é um dos conceitos-chave na criação literária de 'Sophia de Mello Breyner Andresen: "Desde a orla do mar/ Onde tudo começou intacto no primeiro dia de mim". O efeito literário da inspiração no Mar pode se observar em vários poemas, como, por exemplo, "Homens à beira-mar" ou "Mulheres à beira-mar". A autora comenta isso do seguinte modo:
"Esses poemas têm a ver com as manhãs da Granja, com as manhãs da praia. E também com um quadro de Picasso. Há um quadro de Picasso chamado Mulheres à beira-mar. Ninguém dirá que a pintura do Picasso e a poesia de Lorca tenham tido uma enorme influência na minha poesia, sobretudo na época do Coral… E uma das influências do Picasso em mim foi levar-me a deslocar as imagens."
Outros exemplos em que claramente se percebe o motivo do mar são: "Mar" em Poesia, 1944; "Inicial" em Dual, 1972; "Praia" em No Tempo dividido; "Praia" em Coral, 1950; "Açores" em O Nome das Coisas, 1977. Neles exprime-se a obsessão do mar, da sua beleza, da sua serenidade e dos seus mitos. O Mar surge aqui como símbolo da dinâmica da vida. Tudo vem dele e tudo a ele regressa. É o espaço da vida, das transformações e da morte.
A cidade constitui outro motivo frequentemente repetido na obra de SMB ("Cidade" em Livro Sexto, 1962; "Há Cidades Acesas", Poesia, 1944; "Cidade" em Livro Sexto, 1962; "Fúrias", Ilhas, 1989). A cidade é aqui um espaço negativo. Representa o mundo frio, artificial, hostil e desumanizado, o contrário da natureza e da segurança.
Outro tópico acentuado com frequência na obra de Sophia é o tempo: o dividido e o absoluto que se opõem. O primeiro é o tempo da solidão, medo e mentira, enquanto o tempo absoluto é eterno, une a vida e é o tempo dos valores morais ("Este é o Tempo", Mar Novo, 1958; "O Tempo Dividido", No Tempo Dividido, 1954). Segundo Eduardo Prado Coelho, o tempo dividido é o tempo do exílio da casa, associado com a cidade, porque a cidade é também feita pelo torcer de tempo, pela degradação.
'Sophia de Mello Breyner Andresen era admiradora da literatura clássica. Nos seus poemas aparecem frequentemente palavras de grafia antiga (Eurydice, Delphos, Amphora). O culto pela arte e tradição próprias da civilização grega são lhe próximos e transparecem pela sua obra ("O Rei de Itaca", O Nome das Coisas, 1977; "Os Gregos", Dual, 1972; "Exílio", O Nome das Coisas, 1977; "Soneto de Eurydice", No Tempo Dividido, "Crepúsculo dos Deuses", Geografia; "O Rei de Itaca", O Nome das Coisas, 1977; "Ressurgiremos", Livro Sexto, 1962).
Além dos aspectos temáticos referidos acima, vários autores sublinham a enorme influência de Fernando Pessoa na obra de 'Sophia de Mello Breyner Andresen. O que os dois autores têm em comum é: a influência de Platão, o apelo ao infinito, a memória de infância, o sebastianismo e o messianismo, o tom formal que evoca Álvaro de Campos. A figura de Pessoa encontra-se evocada múltiplas vezes nos poemas de Sophia ("Homenagem a Ricardo Reis", Dual, 1972; "Cíclades (evocando Fernando Pessoa)", O Nome das Coisas, 1977).
De modo geral, o universo temático da Autora é abrangente e pode ser representado pelos seguintes pontos resumidosː
- A busca da justiça, do equilíbrio, da harmonia e a exigência do moral
- Tomada de consciência do tempo em que vivemos
- A Natureza e o Mar – espaços eufóricos e referenciais para qualquer ser humano
- O tema da casa
- Amor
- Vida em oposição à morte
- Memória da infância
- Valores da antiguidade clássica, naturalismo helénico
- Idealismo e individualismo ao nível psicológico
- O poeta como pastor do absoluto
- O humanismo cristão
- A crença em valores messiânicos e sebastianistas
- Separação

Quanto ao estilo de linguagem de 'Sophia de Mello Breyner Andresen, podemos constatar que Sophia de Mello Breyner tem um estilo característico, cujas marcas mais evidentes são: o valor hierático da palavra, a expressão rigorosa, o apelo à visão clarificadora, riqueza de símbolos e alegorias, sinestesias e ritmo evocador de uma dimensão ritual. Nota-se uma "transparência da palavra na sua relação da linguagem com as coisas, a luminosidade de um mundo onde intelecto e ritmo se harmonizam na forma melódica, perfeita".
A opinião sobre ela de alguns dos mais importantes críticos literários portugueses é a mesma: o talento da autora é unanimemente apreciado. Eduardo Lourenço afirma que a Sophia de Mello Breyner tem uma sabedoria "mais funda do que o simples saber", que o seu conhecimento íntimo é imenso e a sua reflexão, por mais profunda que seja, está exposta numa simplicidade original. Seguem alguns exemplos de outros estudiosos a comprovar essa opinião:
"A sua sensibilidade de poeta oscila entre o modernismo de expressão e um classicismo de tom, caracterizado por uma sobriedade extremamente dominada e por uma lucidez dialéctica que coloca muitas das suas composições na linha dos nossos melhores clássicos." (Álvaro Manuel Machado, Quem é Quem na Literatura Portuguesa)
"'Sophia de Mello Breyner Andresen é, quanto a nós, um caso ímpar na poesia portuguesa, não só pela difusa sedução dos temas ou pelos rigores da expressão, mas sobretudo por qualquer coisa, anterior a isso tudo, em que tudo isso se reflecte: uma rara exigência de essencialidade".
(David Mourão-Ferreira, Vinte Poetas Contemporâneos)
"A poesia de 'Sophia de Mello Breyner Andresen é (…) uma das vozes mais nobres da poesia portuguesa do nosso tempo. Entendamos, por sob a música dos seus versos, um apelo generoso, uma comunhão humana, um calor de vida, uma franqueza rude no amor, um clamor irredutível de liberdade – aos quais, como o poeta ensina, devemos erguer-nos sem compromissos nem vacilações." (Jorge de Sena, "Alguns Poetas de 1938" in Colóquio: Revista de Artes e Letras, nº 1, Janeiro de 1959)

## Obras

### Poesia

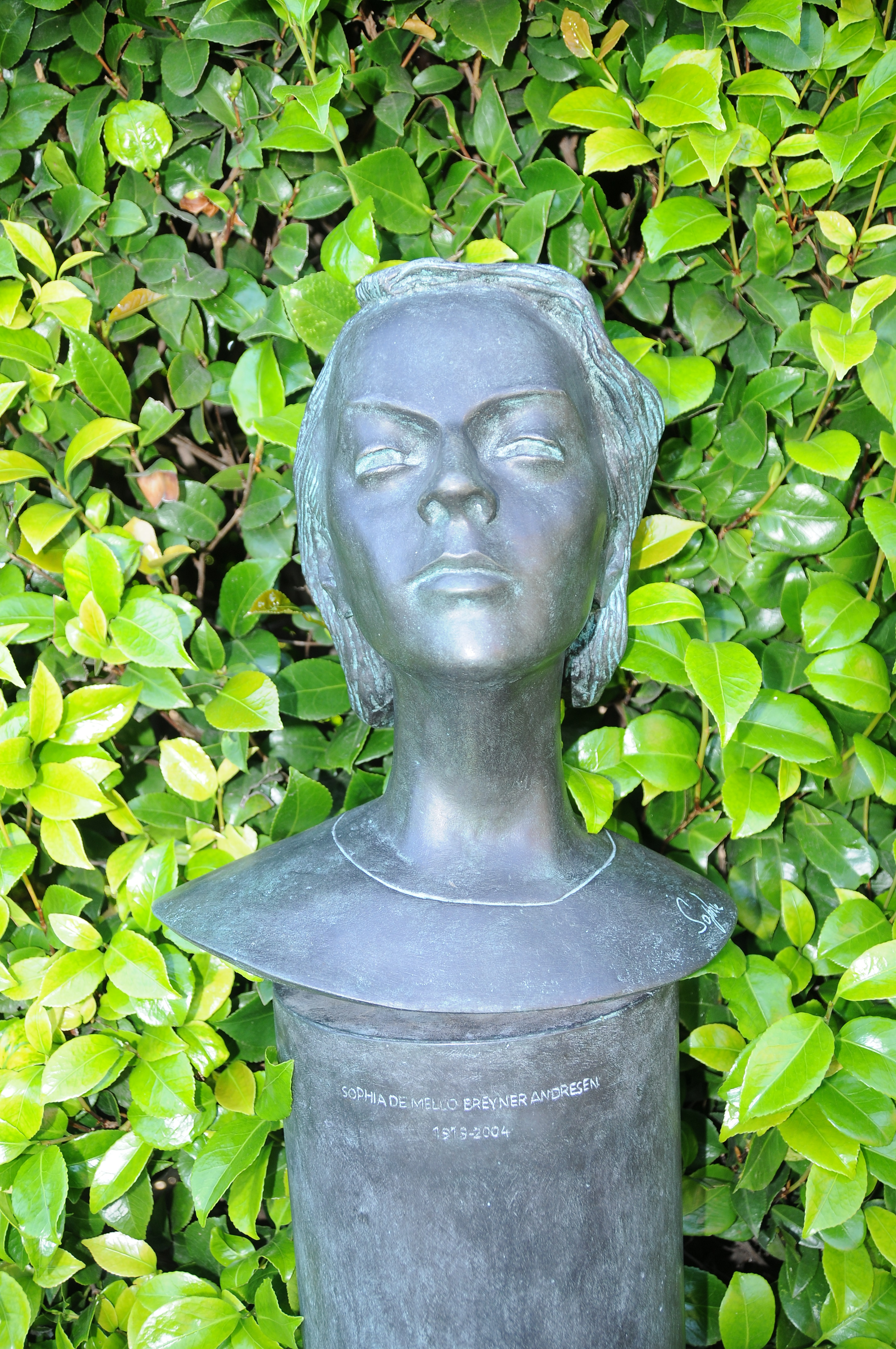
Busto de Sophia de Mello Breyner no Jardim Botânico do Porto.

- Poesia] (1944, Cadernos de Poesia, nº 1, Coimbra; 3.ª ed. 1975)
- O Dia do Mar] (1947, Lisboa, Edições Ática; 3.ª ed. 1974)
- Coral] (1950, Porto, Livraria Simões Lopes; 2.ª ed., ilustrada por Escada, Lisboa, Portugália, 1968)
- Tempo Dividido] (1954, Lisboa, Guimarães Editores)
- Mar Novo] (1958, Lisboa, Guimarães Editores)
- Livro Sexto] (1962, Lisboa, Livraria Morais Editora; 7.ª ed. 1991)
- O Cristo Cigano] (1961, Lisboa, Minotauro, ilustrado por Júlio Pomar)
- Geografia] (1967, Lisboa, Ática)
- Grades (1970)
- 11 Poemas (1971)
- Dual] (1972, Coímbra Moraes Editores; 3.ª ed., Lisboa, Salamandra, 1986)
- Antologia (1975)
- O Nome das Coisas] (1977, Lisboa, Moraes Editores)
- Navegações] (1983)
- Ilhas] (1989)
- Musa] (1994)
- Signo (1994)
- O Búzio de Cós] (1997)
- Mar] (2001) — antologia organizada por Maria Andresen de Sousa Tavares
- Primeiro Livro de Poesia (infanto-juvenil) (1999)

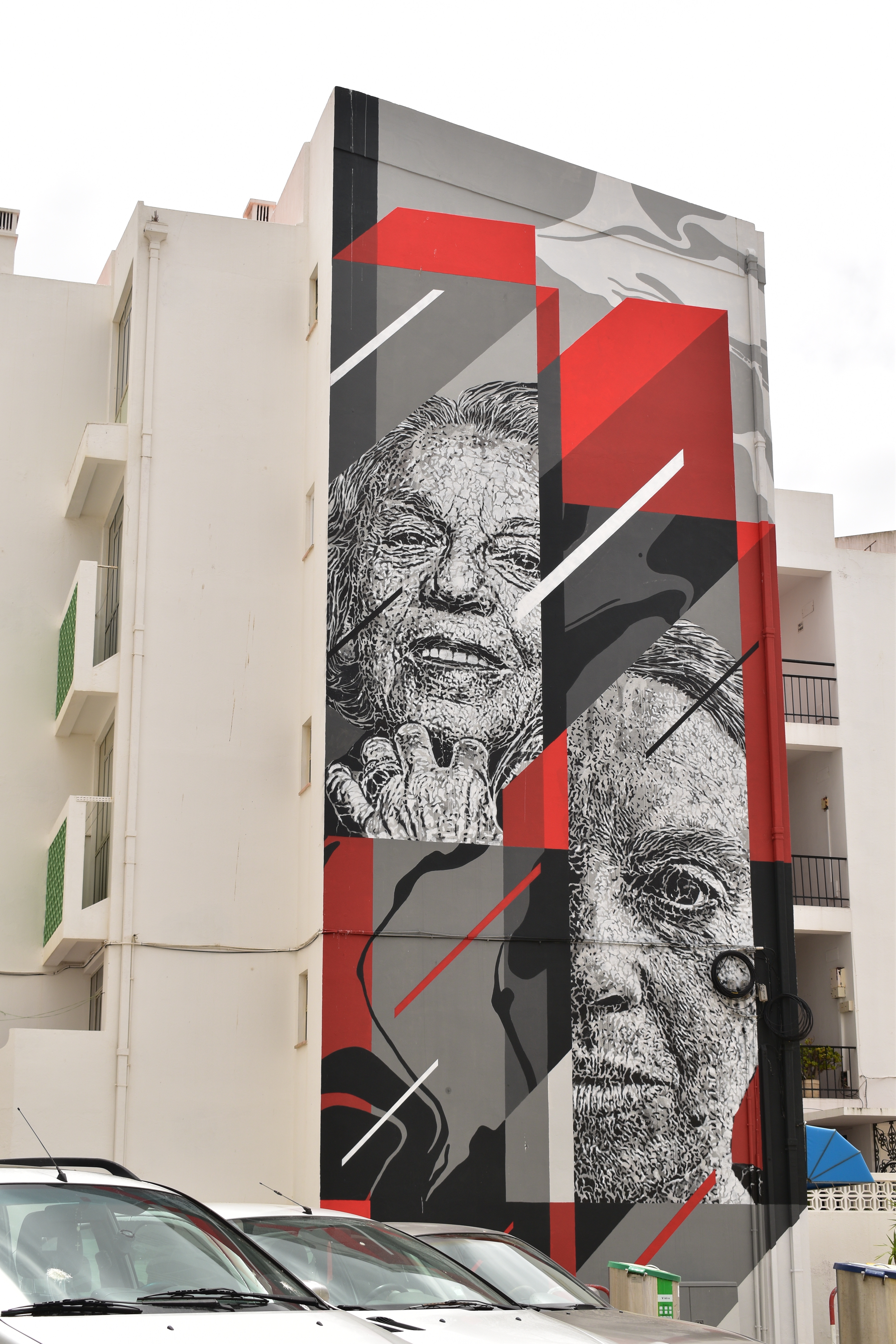
Mural dedicado a Sophia de Mello Breyner, em Lagos, Algarve.

- Orpheu e Eurydice (2001)

#### Poemas não incluídos na Obra Poética
- "Juro que venho para mentir"; "És como a Terra-Mãe que nos devora"; "O mar rolou sobre as suas ondas negras"; "História improvável"; "Gráfico", Távola Redonda - Folhas de Poesia, nº 7, Julho, 1950.
- "Reza da manhã de Maio"; "Poema", A Serpente - Fascículos de Poesia, nº 1, Janeiro, 1951.
- "Caminho da Índia", A Cidade Nova, suplemento dos nº 4-5, 3.ª série, Coimbra, 1958.
- "A viagem" [Fragmento do poema inédito "Naufrágio"], Cidade Nova, 5.ª série, nº 6, Dezembro, 1958.
- "Novembro"; "Na minha vida há sempre um silêncio morto"; "Inverno", Fevereiro - Textos de Poesia, 1972.
- "Brasil 77", Loreto 13 - Revista Literária da Associação Portuguesa de Escritores, nº 8, Março, 1982.
- "A veste dos fariseus", Jornal dos Poetas e Trovadores - Mensário de Divulgação Cultural, nº 5/6, 2.ª série, Março/Abril, 1983.
- "Oblíquo Setembro de equinócio tarde", Portugal Socialista, Janeiro, 1984.
- "Canção do Amor Primeiro", Sete Poemas para Júlio (Biblioteca Nacional, cota nº L39709), 1988.
- "No meu Paiz", Escritor, nº 4, 1995.
- "D. António Ferreira Gomes. Bispo do Porto"; "Naquele tempo" ["Dois poemas inéditos"], Jornal de Letras, 16 Jun., 1999.[30]

### Ficção

#### Contos
- Contos Exemplares (1962, Lisboa, Livraria Morais Editora; 24.ª ed. 1991)
- Histórias da Terra e do Mar (1984, Lisboa, Edições Salamandra; 3.ª ed., Lisboa, Texto Editora, 1989)

#### Contos Infantis
- A Menina do Mar (1958)
- A Fada Oriana (1958)
- A Noite de Natal (1959)[31]
- O Cavaleiro da Dinamarca (1964)
- O Rapaz de Bronze (1966)
- A Floresta (1968)
- O Tesouro (1970)
- A Árvore (1985[32])

### Teatro
- O Bojador (2000, Lisboa, Editorial Caminho)
- O Colar (2001, Lisboa, Editorial Caminho)
- O Azeiteiro (2000, Lisboa, Editorial Caminho)
- Filho de Alma e Sangue (1998, Lisboa, Editorial Caminho)
- Não chores minha Querida (1993, Lisboa, Editorial Caminho)

### Ensaio
- "A poesia de Cecíla Meyrelles" (1956), Cidade Nova, 4.ª série, nº 6, Novembro 1956
- Cecília Meyrelles (1958), in Cidade Nova
- Poesia e Realidade (1960), in Colóquio : Revista de Artes e Letras, nº 8
- "Hölderlin ou o lugar do poeta" (1967), Jornal de Comércio, 30 de Dez. 1967.
- O Nu na Antiguidade Clássica (1975), in O Nu e a Arte, Estúdios Cor, (2.ª ed., Lisboa, Portugália; 3.ª ed. [revista], Lisboa, Caminho, 1992)
- "Torga, os homens e a terra" (1976), Boletim da Secretaria de Estado da Cultura, Dezembro 1976
- "Luiz de Camões. Ensombramentos e Descobrimentos" (1980), Cadernos de Literatura, nº 5
- "A escrita (poesia)" (1982/1984), Estudos Italianos em Portugal, nº 45/47

### Traduções de Sophia de Mello Breyner Andresen
- A Anunciação de Maria (Paul Claudel) – 1960, Lisboa, Editorial Aster
- O Purgatório (Dante) – 1962, Lisboa, Minotauro
- "A Hera", "A última noite faz-se estrela e noite" (Vasko Popa); "Às cinzas", "Canto LI", "Canto LXVI" (Pierre Emmanuel); "imagens morrendo no gesto da", "Gosto de te encontrar nas cidades estrangeiras" (Edouard Maunick), O Tempo e o Modo, nº 22 - 1964
- Muito Barulho por Nada (William Shakespeare) - 1964
- Medeia (Eurípedes) - 1964
- Hamlet (William Shakespeare) – 1965
- "Os Reis Magos", tradução de um poema do Eré Frene, Colóquio : Revista de Artes e Letras, nº 43, 1967.
- Quatre Poètes Portugais (Camões, Cesário Verde, Mário de Sá-Carneiro, Fernando Pessoa) – 1970
- A Vida Quotidiana no Tempo de Homero, de Émile Mireaux, Lisboa, Livros do Brasil, s.d. [1979]
- Ser Feliz, de Leif Kristianson, Lisboa, Presença, 1980
- Um Amigo, de Leif Kristianson, Lisboa, Presença, 1981
- Medeia, de Eurípedes (inédito) [199-]

### Traduções inglesas da poesia de Sophia
Existem três traduções inglesas da poesia de Sophia:
- Marine Rose: Selected Poems tr. Ruth Fainlight (1987, Black Swan)
- Log Book: Selected Poems, tr. Richard Zenith (1997, Carcanet)
- The Perfect Hour, tr. Colin Rorrison com Margaret Jull Costa (2015, Cold Hub Press)

### Traduções italianas da poesia de Sophia
- Corpo a corpo e altre poesie (2011, Petite Plaisance)
- Come un grido puro, tradução de Federico Bertolazzi (2013, Crocetti)
- Il giardino di Sophia], editado e traduzido por Roberto Maggiani] (2022, Il ramo e la foglia edizioni])

### Traduções alemãs de Sophia
- Poemas Portuguesas - Portugiesische Gedichte (1997, poemas de Sophia de Mello Breyner Andresen incluidos na coleção bilingue, editado pela editora dtv, traduzidos por Maria de Fátima Mesquita-Sternal e Michael Sternal)
- Schriften, weiß wie die Nacht (2010, coleção bilingue de poemas de autores femininas portuguesas do século XX, editado pela editora Verlag Walter Frey, traduzidos por Maria de Fátima Mesquita-Sternal e Michael Sternal)
- Sophia de Mello Breyner Andresen: Poemas – Gedichte (2010, coleção de 61 poemas, editado pela editora Langewiesche – Brandt, traduzidos por Maria de Fátima Mesquita-Sternal e Michael Sternal)
- Menina do Mar / Das kleine Mädchen aus dem Meer (edição bilingue, 2017, editado pela Oxalá Editora, Lünen, traduzido por Isabel Remer)
- O Rapaz de Bronze / Der Junge aus Bronze (edição bilingue, 2019, editado pela Oxalá Editora, Lünen, traduzido por Isabel Remer)
- Der Zigeunerchristus (2020, tradução de O Cristo Cigano, editado pela editora Elfenbein Verlag, Berlim, traduzido por Sarita Brandt)
- Die Muschel von Kos und andere Gedichte (2021, tradução de O Búzio de Cós, editado pela editora Elfenbein Verlag, Berlim, traduzido por Sarita Brandt)
- Exemplarische Erzählungen (2021, tradução de Contos Exemplares, editado pela editora Elfenbein Verlag, Berlim, traduzido por Michael Kegler)

## Prémios
- 1964 — Grande Prémio de Poesia da Sociedade Portuguesa de Escritores, atribuído a Livro Sexto.
- 1977 — Prémio Teixeira de Pascoaes
- 1979 — Medalha de Verneil da Societé de Encouragement au Progrés, de França
- 1983 — Prémio da Crítica, do Centro Português da Associação Internacional de Críticos Literários, pelo conjunto da sua obra
- 1989 — Prémio D. Dinis, da Fundação da Casa de Mateus
- 1990 — Grande Prémio de Poesia Inasset / Inapa; Prémio P.E.N. Clube Português de Poesia
- 1992 — Grande Prémio Calouste Gulbenkian de Literatura para Crianças
- 1993 — Grande Prémio Vida Literária APE/CGD
- 1995 — Prémio Petrarca Associação de Editores Italianos
- 1995 — Homenagem de Faculdade de Teologia da Universidade Católica de Lisboa, pelo cinquentenário da publicação do primeiro livro Poesia
- 1995 — Outubro – Placa de Honra do Prémio Francesco Petrarca, Pádua, Itália
- 1996 — Homenageada do Carrefour des Littératures, na IV Primavera Portuguesa de Bordéus e da Aquitânia
- 1998 — Prémio da Fundação Luís Miguel Nava
- 1999 — Prémio Camões[33] (primeira mulher portuguesa a recebê-lo)
- 2000 — Prémio Rosalia de Castro, do Pen Clube Galego[34]
- 2001 — Prémio Max Jacob Étrange
- 2003 — Prémio Rainha Sophia de Poesia Ibero-americana.

## Condecorações[35]
- Grande-Oficial da Antiga, Nobilíssima e Esclarecida Ordem Militar de Sant'Iago da Espada, do Mérito Científico, Literário e Artístico de Portugal (9 de Abril de 1981)
- Grã-Cruz da Ordem do Infante D. Henrique de Portugal (13 de Fevereiro de 1987)
- Grã-Cruz da Antiga, Nobilíssima e Esclarecida Ordem Militar de Sant'Iago da Espada, do Mérito Científico, Literário e Artístico de Portugal (6 de Junho de 1998)
- Grande-Colar da Antiga, Nobilíssima e Esclarecida Ordem Militar de Sant'Iago da Espada, do Mérito Científico, Literário e Artístico de Portugal (6 de Novembro de 2019)[36]

## Homenagens
- 2003 — Estátua de autoria do escultor Francisco Simões no Parque dos Poetas em Oeiras.[37]
- 2009 — Foi dado o seu nome, Miradouro Sophia de Mello Breyner Andresen ao antigo Miradouro da Graça, em Lisboa e inaugurado um busto, réplica do busto criado pelo escultor António Duarte em 1950.[38]
- 2011 — Busto na Quinta do Campo Alegre ou Casa dos Andresen em Lordelo do Ouro, actual Jardim Botânico do Porto.[39]
- 2014 — O seu corpo é trasladado para o Panteão Nacional.